# Saverio Asprea
Saverio Asprea (Locri, 23 agosto 1932 – Carpi, 8 giugno 2025) è stato un politico e giurista italiano.
Esponente del Partito Socialista Italiano, ricoprì l'incarico di presidente della Provincia di Modena dal 1975 al 1980.
Esperto del diritto di famiglia, ha pubblicato numerose opere sull'argomento.

## Biografia
Nato a Locri, dopo essersi diplomato al liceo raggiunse i genitori a Firenze e si iscrisse alla facoltà di giurisprudenza, dove fu allievo di Piero Calamandrei e Giorgio La Pira. Prima di conseguire la laurea, vinse un concorso al ministero delle finanze e si trasferì a Ponte dell'Olio nell'Appennino piacentino e nel 1960 a Carpi, dove diventò vice procuratore delle tasse. Terminati gli studi universitari con il conseguimento della laurea in legge all'Università di Firenze, nel 1970 diventò avvocato penalista e tributarista, aprendo il proprio studio in via Berengario.
Negli stessi anni si iscrisse al Partito Socialista su invito di Aleardo Zinani, venendo eletto consigliere comunale nel 1970 e in seguito presidente della Provincia di Modena dal 1975 al 1980. Dal 1978 ricoprì anche l'incarico di assessore al bilancio del Comune di Carpi, guidato all'epoca dal sindaco Werter Cigarini. Infine, venne nominato presidente del Consorzio per lo smaltimento dei rifiuti: tale esperienza segnò il suo abbandono della politica, anche per le grandi polemiche per la realizzazione dell'inceneritore di Fossoli, oltre che per dissenso alla politica nazionale di Bettino Craxi.  Condividendo la corrente lombardiana, scrisse un ordine del giorno sulla guerra del Vietnam includendo il termine "imperialismo": tale pretesto scatenò molte polemiche nella politica locale e pressioni tali che lo condussero ad abbandonare l'impegno politico.
Nel 1984 pubblicò una critica politica e morale al leader socialista Bettino Craxi nel saggio Craxi addio, in cui denunciò l'allontanamento del PSI dai principi etici e morali che avevano caratterizzato la sua tradizione. L'autore accusò Craxi di aver sacrificato tali valori in nome di un pragmatismo politico che aveva portato il partito a compiere scelte discutibili e a compromettere la sua integrità, dopo le espulsioni di grandi esponenti storici come Enzo Enriques Agnoletti, Renato Ballardini e Franco Bassanini. La pubblicazione di Craxi addio coincise con un periodo di crescente disillusione nei confronti della leadership craxiana, segnato da scandali e da un generale allontanamento dai principi originari del socialismo italiano. Il libro si inserisce in un contesto di critica interna al PSI e di riflessione sulle sue future direzioni politiche. Nel 1993 Asprea pubblicò Craxi addio. Dodici anni dopo, un aggiornamento che riflette sugli sviluppi politici e sulle conseguenze delle scelte del leader socialista, alla luce degli eventi successivi e delle trasformazioni del panorama politico italiano. Queste opere offrono una prospettiva critica e riflessiva sulla figura di Bettino Craxi e sul suo impatto sulla politica italiana, rappresentando un'importante testimonianza del dissenso interno al PSI e delle tensioni ideologiche dell'epoca.
Come giurista ha pubblicato numerose monografie in materia di diritto di famiglia.
Morì all'età di 92, lasciando i figli Sandra e Stefano.

## Opere
- Craxi addio, Livorno, Lega dei socialisti, 1984, SBN RAV0062024.
- Craxi addio: dodici anni dopo, Suzzara, Bottazzi, 1993, SBN CFI0235622.
- Il nuovo decreto per ingiunzione, Roma, Ianua, 1999, SBN RMG0030887.
- Nuovo decreto ingiuntivo, Torino, G. Giappichelli, 2000, SBN MIL0474955.
- L'assegnazione della casa familiare nella separazione, nel divorzio e nella convivenza, Torino, G. Giappichelli, 2003, SBN USM1333245.
- La famiglia di fatto in Italia e in Europa, Milano, Giuffrè, 2003, SBN URB0353952.
- Il decreto ingiuntivo, con la più recente giurisprudenza, contiene formulario con i più importanti e ricorrenti casi in materia, Torino, G. Giappichelli, 2004, SBN RMG0122665.
- La tutela dei figli nella separazione, nel divorzio e nella famiglia di fatto, alla luce della Legge sull'affido condiviso e del nuovo patto di famiglia, Torino, G. Giappichelli, 2006, SBN TO01534468.
- Procedimenti sommari non cautelari: il procedimento monitorio, il procedimento per convalida di sfratto, collana I procedimenti speciali, coautori Pietro Leanza e Andrea Battistuzzi, Torino, G. Giappichelli, 2007, SBN MOD1432003.
- La famiglia di fatto, Milano, Giuffrè, 2009, SBN URB0698278.
- Mantenimento e casa coniugale: aspetti giuridici ed economici, Milano, Giuffrè, 2011, SBN RMG0265641.